# اسیر (فیلم ۲۰۰۳)
اسیر (اسپانیایی: Cautiva‎) فیلم آرژانتینی محصول سال ۲۰۰۳ میلادی است که به نگرانی‌های فرزندان قربانیان مفقودین و کشته‌شدگان کودتای نظامی دههٔ ۱۹۷۰ میلادی آرژانتین، می‌پردازد. این فیلم با حمایت موسسه ملی سینما و هنرهای سمعی - بصری آرژانتین ساخته شد. اسیر برندهٔ جایزهٔ سال ۲۰۰۳ جشنواره فیلم سن سباستین شد.

## طرح
کریستینا کوئادری (باربارا لمباردو) دانش‌آموز و مدل کاملی است. هوشمندانه و مرفه زندگی خود را سپری می‌کند تا این که روزی او را از کلاسش فرا می‌خوانند و به نظر می‌رسد در مقابل یک قاضی قرار گرفته. قاضی او اطلاع می‌دهد که پدر و مادرش، طی وقایع دههٔ ۱۹۷۰، ناپدید شده‌اند. کریستینا مجبور به زندگی با مادربزرگش، الیسا (سوسانا کامپوس) است، که در ۱۶ سال گذشته تلاش داشته کریستینا (با نام تولد صوفیه) را بیابد. اگر چه در ابتدا این خبر به زندگی او صدمه می‌زند، اما کریستینا/صوفیه در نهایت خود را باز می‌یابدو برای مراقبت از الیسا و شروع به تحقیقات دربارهٔ سرنوشت پدر و مادرش می‌کند.

## متن
اسیر بازتابی از میراث «جنگ کثیف» و آنچه برای شهروندانی به ارمغان آورد، که اعضای خانواده‌اش در میان قربانیان بودند، است. در دهه‌های ۱۹۷۰ و ۱۹۸۰ میلادی در آرژانتین بسیاری از مردم، اغلب با دیدگاه‌های چپ‌گرایانه، دستگیر و غیب شدند. پس از استقرار دموکراسی در آرژانتین، تحقیقات شروع شد و اسنادی در مورد جنایات مرتکب شده از ۱۹۷۶–۱۹۸۳ تحت نظر دولت نظامی، به دست آمدند. مدارکی کشف شد که نشان می‌داد فرزندان بی‌سرپرستی که والدینشان سر به نیست شده بودند، به خانواده‌های دیگری سپرده شدند. تلاش‌هایی برای ارتباط مجدد این کودکان با بستگان بیولوژیکیشان شکل گرفت. اغلب این به معنای ارتباط فرزندان با پدربزرگ و مادربزرگ یا دیگر بستگان موجودشان بود. این مشکلی است که در آن فیلم بدان پرداخته شده. از مسائل مورد اعتراض فیلم، بی‌توجهی سیستم قضایی در رویکرد حقوقیش به احساسات افرادی است که به ماجرا دخیل نموده.

## بازیگران
- باربارا لمباردو به عنوان کریستینا/صوفیا
- سوسانا کامپوس به عنوان الیسا دومینچی
- اوگو آرانا به عنوان خوئز بارانچیا
- اوسوالدو سانتورو به عنوان پابلو کوئادری
- نائومی فرنکل به عنوان لیسنسیادا برنشتاین
- لیدیا کاتالانو به عنوان مارتا
- مرسدس فونس به عنوان آنخلیکا
- سیلویا بایله به عنوان آدل د کوئادری
- لوئیس خیانئو به عنوان دکتر گومز
- سزار بوردون در نقش رائول

### جوایز

#### برنده
- جشنواره هاوانا: جایزه OCIC - صحنه‌های ویژه - گاستون بیرابن؛ ۲۰۰۳.
- جشنواره بین‌المللی فیلم سن‌سباستین: جایزه افق - گاستون بیرابن؛ ۲۰۰۳.
- جشنواره تولوز آمریکای لاتین: فدراسیون بین‌المللی منتقدان فیلم - گاستون بیرابن؛ ۲۰۰۴.
- انجمن منتقدان فیلم آرژانتین: کندور نقره‌ای - بهترین موسیقی خوزه لوئیس کاستنیرا د دیوس؛ بهترین بازیگر نقش مکمل مرد اوگو آرانا؛ ۲۰۰۶.